# The Dog Collection
The Dog Collection är en hundtidning som ges ut varje månad. Tidningen ges ut av Egmont Kärnan.
Varje nummer handlar om en viss hundras. Med varje nummer medföljer en mjukishund av den rasen som det numret handlar om.